# Nonciature apostolique en Tchéquie
La nonciature apostolique en Tchéquie (en tchèque : Apoštolská nunciatura v Česko) constitue la représentation officielle du Saint-Siège à Prague, où réside le nonce apostolique. Elle siège au palais Dietrichstein de Prague, dans le quartier de Nové Město.

## Histoire
L'archevêque Giovanni Coppa est nommé nonce apostolique en Tchécoslovaquie en 1990 après la restauration des relations diplomatiques entre le Saint-Siège et la Tchécoslovaquie. Avec la partition du pays en 1993 qui conduit à la formation de la Tchéquie et de la Slovaquie, Coppa devient nonce apostolique des deux États.

## Nonces apostoliques à Prague
- Giovanni Coppa (1993-2001)[2], également archevêque titulaire de Serta (de)
- Erwin Josef Ender (2001-2003), également archevêque titulaire de Germania-en-Numidie (de)
- Diego Causero (2004-2011), également archevêque titulaire de Meta (de)
- Giuseppe Leanza (2011-2018)[3], également archevêque titulaire de Lilybaeum (de)
- Charles Daniel Balvo (2018-2022)[4], également archevêque titulaire de Castello (de)
- Thaddeus Okolo (2022-en cours)[5],[6], également archevêque titulaire de Novica (de)

## Liens
- Ressource relative à la religion :   - Catholic Hierarchy